# Krumiri

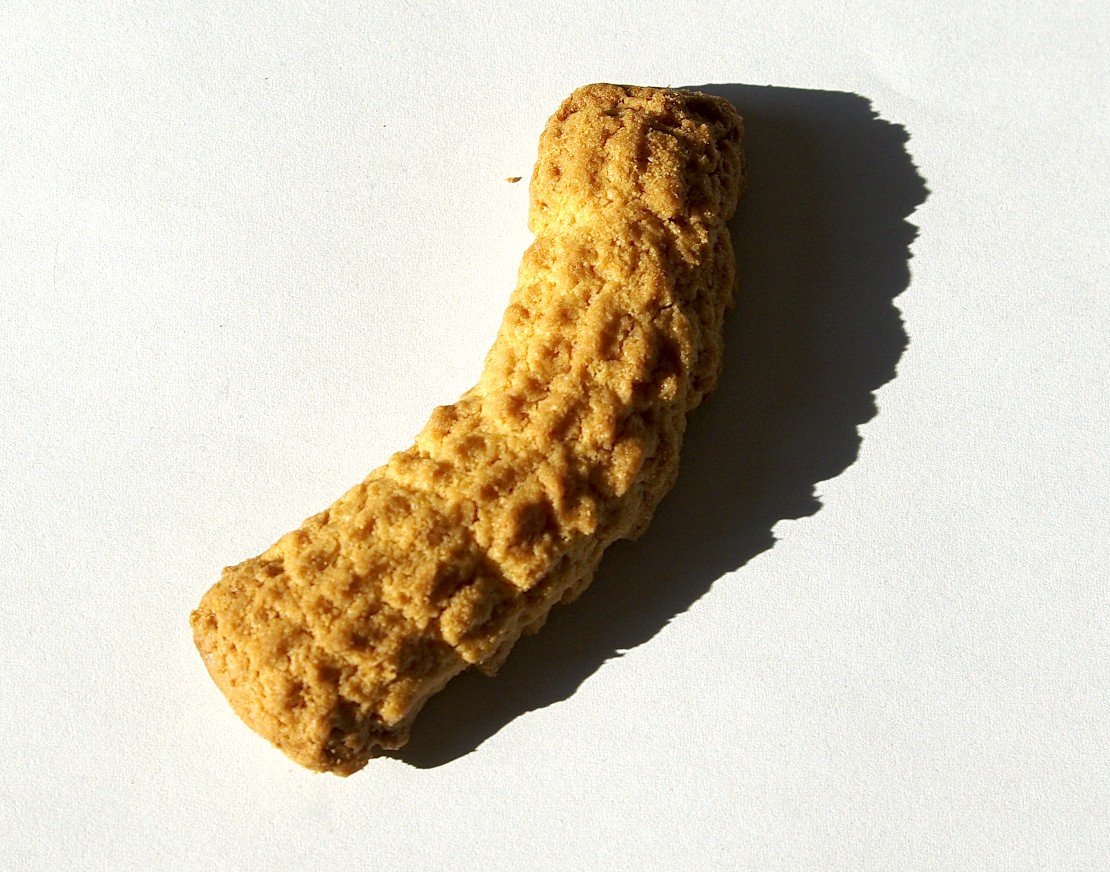
Krumiri.

Los krumiri son un tipo de galleta típico de Casale Monferrato, la ciudad del noroeste de Italia donde fueron inventadas en 1878 por el pastelero Domenico Rossi. Se preparan con harina de trigo, azúcar, mantequilla, huevos y vainilla, sin agua, en forma de cilindro ligeramente torcido y de superficie tosca e irregular, una forma que recuerda al bigote del primer rey de la Italia unificada, Víctor Manuel II.
Se pueden comer acompañados de té, licor, vino, zabaione, chocolate a la taza, etc.

## Reconocimiento
Se otorgó a los krumiri una medalla de bronce en la Exposición Universal de 1884, que tuvo lugar en Turín, y al año siguiente los fabricantes recibieron una autorización real para suministrar al Duque de Aosta. A esta autorización se siguieron otras del Duque de Génova y del rey Umberto I en 1886 y 1891. Actualmente, los krumiri se encuentran entre las especialidades piamontesas incluidas en la lista oficial de productos agroalimentarios tradicionales.